# Olivier Bahati
Olivier Bahati est un footballeur burundais, né le 2 septembre 1985 à Bujumbura au Burundi.
Olivier Bahati évolue depuis 2004 au Mukura Victory Sports, où il occupe le poste de défenseur.

## Biographie
Olivier Bahati a commencé sa carrière en 2004 au Mukura Victory Sports.
Bahati représente son pays pour la première fois en 2003.

## Carrière
| Saison                | Club                  | Championnat                   | Championnat | Championnat | Coupe(s) nationale(s) | Coupe(s) nationale(s) | Compétition(s) continentale(s) | Compétition(s) continentale(s) | Compétition(s) continentale(s) | Burundi | Burundi | Total | Total |
| Saison                | Club                  | Division                      | M.          | B.          | M.                    | B.                    | Comp.                          | M.                             | B.                             | M.      | B.      | M.    | B.    |
| 2004                  | Mukura Victory Sports | Primus National Soccer League | -           | -           | -                     | -                     | -                              | -                              | -                              | -       | -       | 0     | 0     |
| 2005                  | Mukura Victory Sports | Primus National Soccer League | -           | -           | -                     | -                     | -                              | -                              | -                              | -       | -       | 0     | 0     |
| 2006                  | Mukura Victory Sports | Primus National Soccer League | -           | -           | -                     | -                     | -                              | -                              | -                              | -       | -       | 0     | 0     |
| 2007                  | Mukura Victory Sports | Primus National Soccer League | -           | -           | -                     | -                     | -                              | -                              | -                              | -       | -       | 0     | 0     |
| 2008                  | Mukura Victory Sports | Primus National Soccer League | -           | -           | -                     | -                     | -                              | -                              | -                              | -       | -       | 0     | 0     |
| 2009                  | Mukura Victory Sports | Primus National Soccer League | -           | -           | -                     | -                     | -                              | -                              | -                              | -       | -       | 0     | 0     |
| 2010                  | Mukura Victory Sports | Primus National Soccer League | -           | -           | -                     | -                     | -                              | -                              | --                             | -       | -       | 0     | 0     |
| 2011                  | Mukura Victory Sports | Primus National Soccer League | -           | -           | -                     | -                     | -                              | -                              | -                              | -       | -       | 0     | 0     |
| 2012                  | Mukura Victory Sports | Primus National Soccer League | -           | -           | -                     | -                     | -                              | -                              | -                              | -       | -       | 0     | 0     |
| 2013                  | Mukura Victory Sports | Primus National Soccer League | -           | -           | -                     | -                     | -                              | -                              | -                              | -       | -       | 0     | 0     |
| 2014                  | Mukura Victory Sports | Primus National Soccer League | -           | -           | -                     | -                     | -                              | -                              | -                              | -       | -       | 0     | 0     |
| Total sur la carrière | Total sur la carrière | Total sur la carrière         | 0           | 0           | 0                     | 0                     | -                              | 0                              | 0                              | 2       | 0       | 2     | 0     |

## Palmarès
Vierge